# Pont de Chennevières
Le pont de Chennevières est un pont routier qui permet de franchir la Marne entre Saint-Maur-des-Fossés et Chennevières-sur-Marne.